# Kutîșce, Malîn
Kutîșce (în ucraineană Кутище) este un sat în comuna Șevcenkove din raionul Malîn, regiunea Jîtomîr, Ucraina.

## Demografie
Componența lingvistică a localității Kutîșce
     Ucraineană (96,77%)
     Rusă (1,61%)
     Română (1,61%)
Conform recensământului din 2001, majoritatea populației localității Kutîșce era vorbitoare de ucraineană (96,77%), existând în minoritate și vorbitori de rusă (1,61%) și română (1,61%).